# 笠原親景
笠原 親景（かさはら ちかかげ）は、鎌倉時代前期の武士。

## 生涯
武蔵国埼玉郡笠原郷（現埼玉県鴻巣市笠原）の武士と思われる。源頼朝の御家人となり、建久6年（1195年）の頼朝の上洛随兵にその名が見える。建仁3年（1203年）の比企能員の変では舅だった比企能員方に属し、能員の子息らとともに一幡の小御所に籠もって北条氏方と戦って戦死した。